# Oberbuschsiepen
Oberbuschsiepen ist eine aus zwei Wohnplätzen gebildete Hofschaft in Radevormwald im Oberbergischen Kreis im nordrhein-westfälischen Regierungsbezirk Köln in Deutschland.

## Lage und Beschreibung

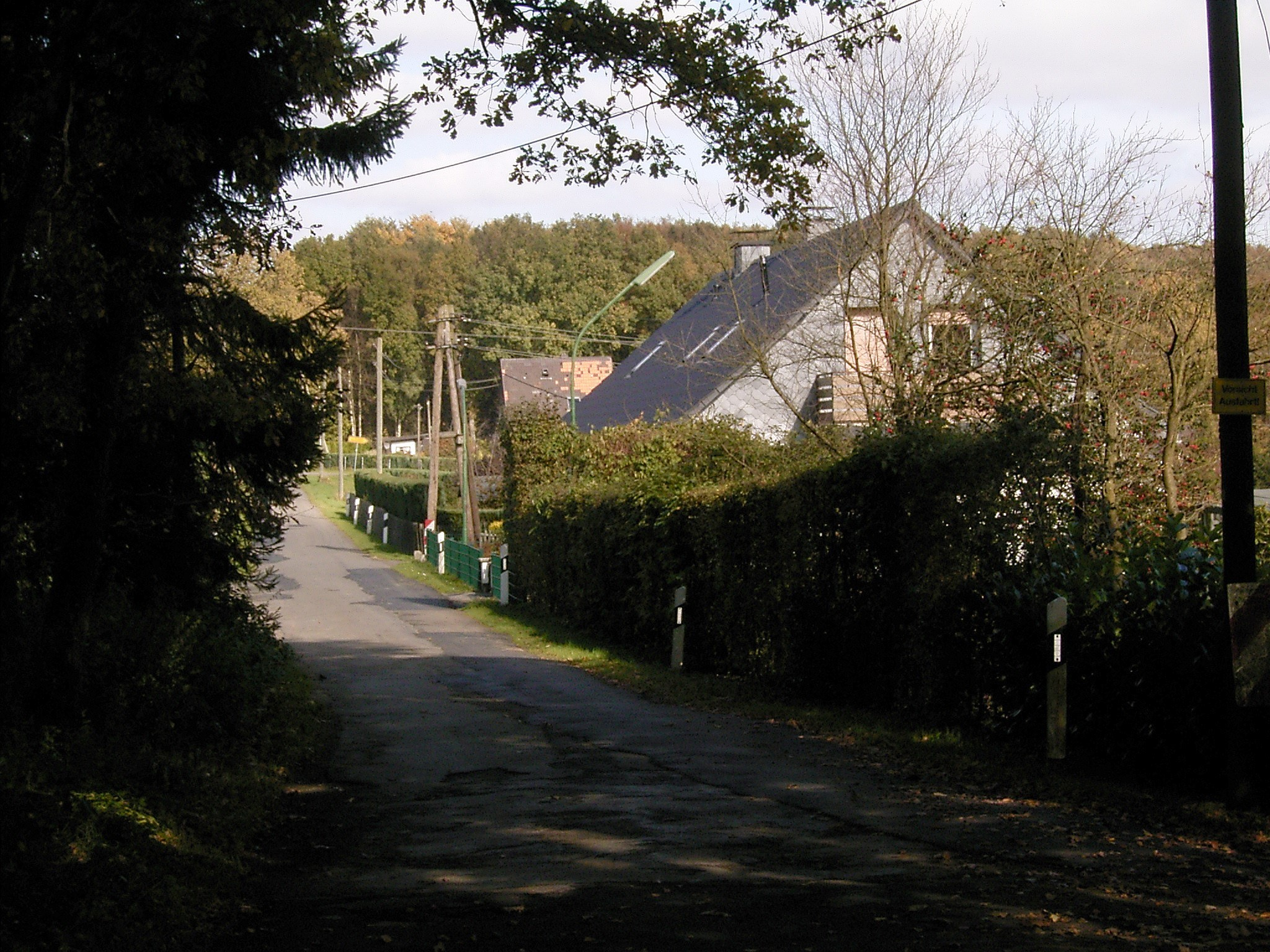

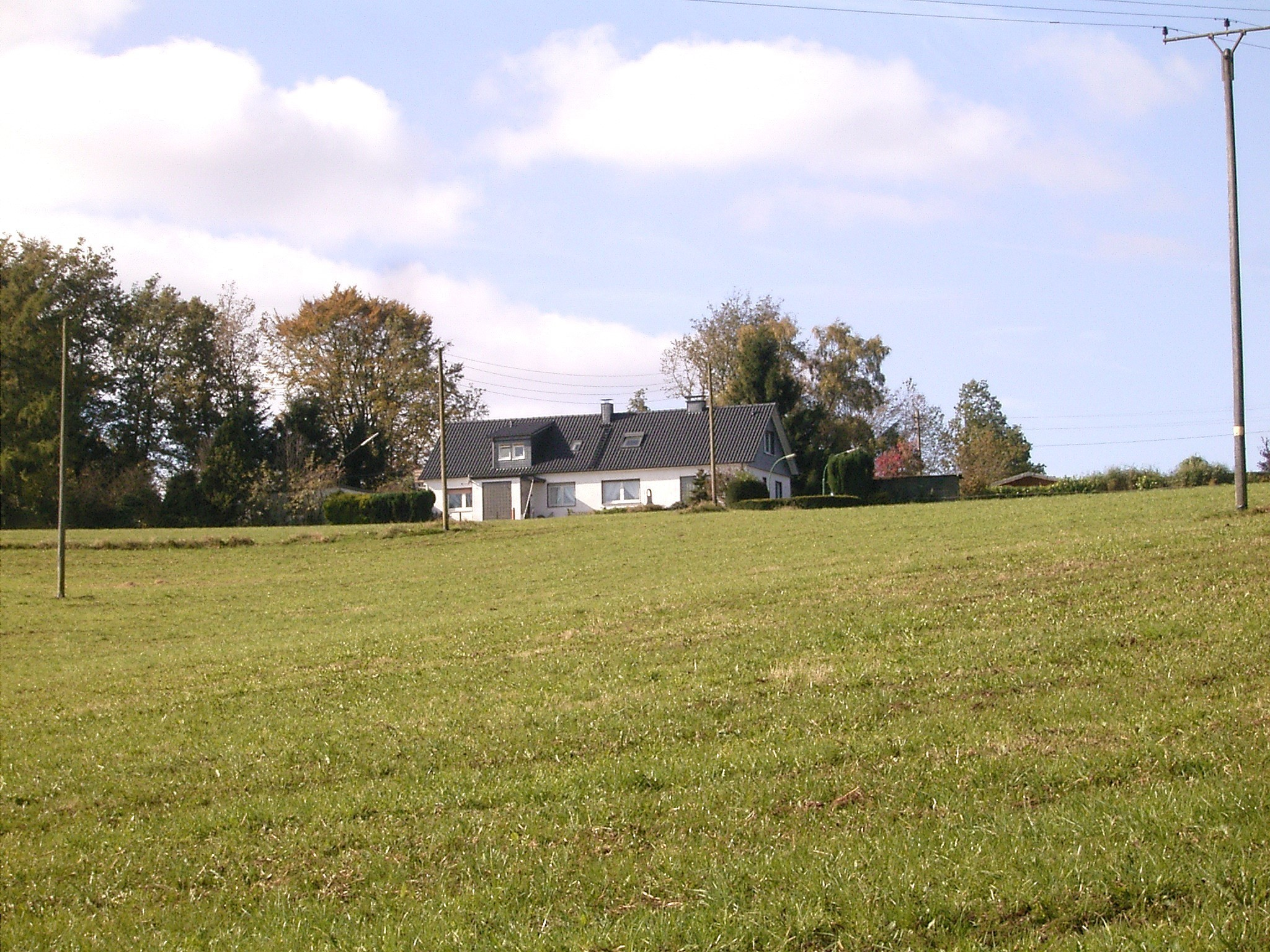

Oberbuschsiepen liegt im Südosten von Radevormwald unmittelbar an der Stadtgrenze zu Halver und Wipperfürth. Die Nachbarorte sind Buschsiepen, Kottmannshausen und Berge. Der Ort ist über die Bundesstraße 229 zu erreichen. Von der Ortschaft Eich führt eine Straße über Hahnenberg und Weyer nach Oberbuschsiepen.
Südöstlich von Oberbuschsiepen entspringt der Kottmannssiepen. Das Gewässer mündet in die Bever. Etwa 350 Meter westlich des Ortes verläuft der ebenfalls in die Bever mündende Moorbach.

## Geschichte
In einem Auszug aus den Katasterkarten der Gemeinde Radevormwald vom 10. September 1887 ist die Lage der Ortschaft erstmals in Form eines Gebäudegrundrisses verzeichnet.
Mitten durch Oberbuschsiepen, vom Heimatforscher Wilhelm Engels als „Bonrathshäuschen“ bezeichnet, verlief eine von Wuppertal-Elberfeld bis nach Marienheide-Krommenohl verlaufende Landwehrlinie. Diese Bergische Landwehr sicherte das Bergische Territorium vor Einfällen aus dem Märkischen. Der Heimatforscher Gerd Helbeck datiert die Entstehung dieser Landwehr auf das frühe 14. Jahrhundert.

## Sehenswürdigkeiten
Südwestlich von Oberbuschsiepen, an der Straße in Richtung Berge, erreicht das Gelände eine Höhe von 384 m ü. NHN und ist in topografischen Karten als Aussichtspunkt ausgewiesen.